# Live in L.A.
Live in L.A. es el segundo álbum en directo del músico británico Joe Cocker, publicado por la compañía discográfica Cube Records en mayo de 1976. El álbum recoge una selección de las mejores interpretaciones de Cocker con The Chris Stainton Band en 1972. El álbum, el segundo en directo del músico después de Mad Dogs and Englishmen, incluye varias versiones en directo de clásicos de Cocker como «High Time We Went» y «Hitchcock Railway» así como nuevas versiones de «Love the One You're With» y «Didn't You Know You've Got to Cry Sometime». 

## Lista de canciones
1. "Dear Landlord" (Bob Dylan) - 3:34
2. "Early in the Mornin'" (Leo Hickman, Jourman, Dallas Bartley) - 3:57
3. "Didn't You Know You've Got to Cry Sometime" (Nickolas Ashford, Valerie Simpson) - 4:12
4. "St. James Infirmary" (Joe Primrose) - 7:56
5. "Hitchcock Railway" (Dunn McCashen) - 4:00
6. "Midnight Rider" (Gregg Allman) - 4:01
7. "What Kind of Man are You?" (Ray Charles) - 6:50
8. "High Time We Went" (Joe Cocker, Chris Stainton) - 3.51
9. "Love the One You're With" (Stephen Stills) - 7:01

## Personal
- Joe Cocker: voz.
- Chris Stainton: teclados.
- Neil Hubbard: guitarra.
- Glenn Ross Campbell: pedal steel guitar (2, 9)
- Jim Karstein: batería
- Jim Keltner: batería (4, 5)
- Conrad Isidore: batería (2, 9)
- Felix Falcon: percusión.
- Jim Horn: saxofón y flauta.
- Bobby Keys: saxofón tenor.
- Jim Price: trompeta.
- Viola Willis: coros.
- Virginia Ayers: coros.
- Beverly Gardner: coros.